# Половинкинська сільська рада (Росія)
Полови́нкинська сільська рада (рос. Половинкинский сельский совет) — сільське поселення у складі Рубцовського району Алтайського краю Росії.
Адміністративний центр та єдиний населений пункт — село Половинкино.

## Населення
Населення — 1049 осіб (2019; 1145 в 2010, 1111 у 2002).